# Édouard Herriot
Édouard Herriot, född 5 juli 1872 i Troyes, död 26 mars 1957 i Saint-Genis-Laval, Rhône, var en fransk politiker. Han var konseljpresident tre gånger och mångårig talman i nationalförsamlingen.

## Biografi
Herriot var först lärare i retorik och litteraturhistoria i Lyon och många år Lyons borgmästare (1905-1940 samt 1945-1957). Han var 1912-1919 senator och november 1916 - mars 1917 trafik- och förplägnadsminister i ministären Briand. År 1919 blev han ledamot av nationalförsamlingen. Han tillhörde det socialistradikala partiets ledande män och var ordförande i partiets styrelse. I nationalförsamlingen ledde han åroen efter första världskriget oppositionen mot Poincarés politik. I juni 1924 fick han första gången ta över regeringsmakten. I sin första regering som satt till april 1925 var han även utrikesminister.
Hans första uppgift blev att vid konferensen Ramsay MacDonald på Chequers och på Londonkonferensen underhandla om Dawesplanen och Ruhrockupationens upphävande. Han stadfäste därvid den redan av Poincaré uppskissade överenskommelsen. Efter att Herriot vid Nationernas förbunds möte i Genève samma år deltagit i underhandlingarna om Benešprotokollet hade hans regering under de följande vinter- och vårmånaderna att bekämpa stora statsfinansiella svårigheter, delvis på grund av misstro mot Herriots politiska hållning och hans befarade undfallenhet för socialisternas fordran på "engångskapitalskatt". Det franska kapitalet liksom det utländska i Frankrike placerade sökte sig utomlands, och man underlät att vid export överföra utländska tillgodohavanden till hemlandet. Trots lagstiftningsåtgärder lyckades Herriot inte bryta ned "kapitalismens mur". Francens växelkurs börjande hastigt sjunka. Finansministern Étienne Clémentel lämnade regeringen. Under tryck av francfallet tog senaten ett tillfälligt beslut om överskridande av banklagen om sedeltäckning till anledning att störta Herriot.
Som deputeradekammarens president 1925-1926 företog han, då Joseph Caillaux i juli 1926 som finansminister föreslog att ge regeringen diktatorisk myndighet i finansfrågor, det uppseendeväckande steget att ingripa i debatten och under hänvisning till republikens demokratiska principer förhindra förslagets antagande. Till följd av detta bildade han en regering, som endast satt i två dagar och egentligen avsåg att visa nödvändigheten av en nationell samlingsregering.
I Poincarés regering 1926-28 var Herriot kultusminister. Under de följande åren, då Camille Chautemps och Édouard Daladier var radikalsocialisternas ledare, höll sig Herriot i skymundan. Återvald till partiledare 1930, erhöll han, sedan vänstern segrat i valen maj 1932 uppdrag att på nytt bilda regering.
I sin sista ministär som satt juni till december 1932 var han återigen även utrikesminister. 1936-1940 var Herriot talman i nationalförsamlingen fram till Frankrikes fall. Han var under andra världskriget en motståndare till Vichyregimen och sattes 1942 under polisbevakning. 1944 deporterades han till Tyskland. 1947–1954 var Herriot talman i fjärde republikens nationalförsamling.
Utöver sin politiska gärning var verksam som författare. Han utgav 1905 en akademisk avhandling om Madame Récamier et ses amis samt senare Agir (1917), Créer (1917-1919), Dans la forêt normande (1926) samt Beethoven (1929, svensk översättning 1931).